# Холмс, Ларри
Ларри Холмс (англ. Larry Holmes, 3 ноября 1949, Катберт, Джорджия, США) — американский боксёр-профессионал, выступавший в тяжёлой весовой категории. Чемпион мира в тяжёлом весе по версиям WBC (1978—1983), IBF (1984—1985), The Ring (1980—1985). Победил 20 бойцов за титул чемпиона мира в тяжёлом весе. «Боксёр года» по версии журнала Ринг (1982). «Боксёр года» по версии BWAA (1978). Включён в Международный зал боксёрской славы (2008), во Всемирный зал боксёрской славы (2007).
Лучшая позиция в рейтинге Pound for Pound — 3 (1983—1984).

## Ранняя жизнь
Ларри Холмс был четвёртым ребёнком из двенадцати детей Джона и Флосси Холмс. Когда семья переехала в Истон в 1954 году, отец Джон Холмс отправился в Коннектикут, где работал садовником вплоть до своей смерти в 1970 году. Он посещал семью каждые три недели. Чтобы помогать семье, Ларри бросил школу в седьмом классе в возрасте 13 лет. Он работал за 1 доллар в час на автомойке Jet Car Wash, владелец которой Джон ДиВьетро часто нанимал на работу мальчиков и девочек из проживающих по соседству неимущих семей, чтобы помочь подросткам хоть как-то наладить свою жизнь. Как вспоминает Джон в журнале Sports Illustrated, Ларри был непослушным и нуждался в дисциплине, таких детей, озлобленных из-за бедственного положения, в котором оказались они и их семья, было много. Позже Ларри ездил на самосвале и работал в карьере, был разливщиком стали и пескоструйщиком. Обычно он отдавал заработанные деньги своей матери, потому что она полагалась на социальное обеспечение, чтобы прокормить свою большую семью. В свободное от работы время посещал центр молодежи, где и научился боксировать. Окраина города Истон считалась в то время социально неблагоприятной. Юный Ларри часто дрался на улицах и участвовал в уличных драках за деньги. К 19 годам он весил 90 килограмм и был ростом 188 сантиметров.

## Любительская карьера
Холмс боксировал в Истонском центре молодежи. Его статистика любительских боев составляет 19-3
Он был спарринг-партнером Мухаммеда Али с 1972 по 1975 год. По словам Холмса, у него было «около одиннадцати любительских боев», когда он начал работать с Али. Первый тренер Холмса, Эрни Батлер, отвез его в тренировочный лагерь Али в Дир-Лейк, штат Пенсильвания, примерно в 50 милях к северо-западу от Истона, родного города Холмса, в Пенсильвании.
Ларри потерпел первое поражение от Ника Уэллса в финале турнира в Миннесоте в 1972 году.
На ринге их пути снова пересеклись 1972 года в Форт-Уэрте, штат Техас, и Холмс проиграл в первом раунде в полуфинале на отбор на Олимпийские игры 1972 года.
Холмс писал о их противостоянии с Ником Уэллсом в своей автобиографии 1998 года « Ларри Холмс: вопреки всему» (Larry Holmes Against The Odds) "Это был первый раз, когда я дрался с левшой. Я просто впал в ступор, я не мог нормально реагировать на удары. Я колебался и в итоге стал легкой мишенью для Уэллса у которого была хороший удар. Достаточно хороший, чтобы нанести мне худшее поражение в моей карьере и остановить меня в третьем раунде. Мое первое поражение. У меня была еще одна возможность против Уэллса на более позднем турнире в Техасе. Это раз мне удалось найти спарринг-партнеров-левшей, чтобы подготовиться к нему. Угадайте, что? Это не имело значения. Ни капли. Он снова победил меня. Плохо "
Холмс боксировал с Дуэйном Бобиком в 1972 году в Вест-Пойнте, Нью-Йорк
Дуэйн Бобик в 1 раунде отправил Холмса в нокдаун. Дуэйн Бобик прессинговал Холмса во втором раунде, но не мог загнать его в угол. Судья предупредил Холмса дважды во 2 раунде за проведения. В третьем раунде Дуэйном Бобиком пробил несколько хороших ударов справа в Холмса, находящегося в углу. Холмс зажал руки Бобика и не отпускал его. В конце концов, Холмс был дисквалифицирован. Это был последний любительский бой в карьере Ларри Холмса.

## Личная жизнь
Холмс женился на Дайан Робинсон в 1979 году. У них двое детей, Канди Холмс и Ларри Холмс-младший

## Профессиональная карьера

### 1973—1984
Дебютировал в 21 марта 1973 года,выиграл единогласным решением судей в 4 раундовом бою Роделла Дюпри (2-2-0)
Был спарринг-партнёром Мохаммеда Али при подготовке его 3-го боя с Джо Фрейзером.

#### Отборочный бой с Эрни Шейверсом I
В марте 1978 года в элиминаторе разгромил по очкам известного нокаутёра Эрни Шейверса.

#### Чемпионский бой с Кеном Нортоном
В июне 1978 года раздельным решением судей победил чемпиона мира по версии WBC Кена Нортона.
После завершения карьеры Холмс сказал: «Моим самым трудным боем была победа над Кеном Нортоном в чемпионском поединке в 1978 году. Это был длинный 15-раундовый бой. Нортон был очень силён и не прекращал идти вперёд. Это был лучший бой в моей карьере. Никто не верил, что я стану чемпионом, но я посрамил всех скептиков».

#### Бой с Альфредо Евангелистой
В 1978 году Холмс успешно защитил свой титул, победив в седьмом раунде нокаутом.

#### Бой с Майком Уивером I
В июне 1979 года Ларри Холмс встретился с Майком Уивером. Новый кабельный канал HBO приобрёл права на бой.
Уивер оказался гораздо лучше, чем ожидалось, и выдал Холмсу действительно жёсткий бой. В конце 11-го раунда Уивер прижал Холмса в угол. Холмс левым встречным апперкотом послал Уивера в тяжёлый нокдаун. Уивер встал на счёт 8, однако его шатало. Его спас гонг — рефери не стал останавливать бой. В 12-м раунде Холмс сразу же пошёл в атаку, загнал Уивера в угол и начал избивать. Рефери прекратил бой.
После боя Ларри Холмс сказал: «Этот человек вышиб из меня дух. Возможно, этот человек не был оценён до сегодняшнего вечера, но теперь вы его оцените».

#### Бой с Лероем Джонсом
31 марта Холмс встретился с Лероем Джонсом, который занимал 2-ю позицию в рейтинге тяжеловесов по версии WBC и являлся обязательным претендентом на титул чемпиона мира. Перед поединком Холмс негативно отозвался об оппоненте, заявив что Джонс на протяжении своей профессиональной карьеры провел мало боев против приличных соперников и не заслуживает права претендовать на чемпионский пояс. По мнению Холмса, тяжелая весовая категория бокса после ухода из бокса таких бойцов как Кен Нортон и Эрни Шейверс испытывала кризис, благодаря чему такие боксеры как Скотт Леду, Рон Лайл и Лерой Джонс получили право стать претендентами на титул чемпиона мира. Однако в бою с Ларри Холмсом Лерой Джонс продемонстрировал свои лучшие профессиональные качества. Вопреки прогнозам скептиков и критиков Лероя Джонса, бой за звание чемпиона мира между ним и Холмсом выдался зрелищным. На ринг против чемпиона мира Джонс вышел с небольшим перевесом. Он был выше Холмса и в течение поединка пытался использовать во время атак свое преимущество в росте, несмотря на то, что проигрывал сопернику в размахе рук. Начало боя прошло да дальней дистанции.
Вопреки прогнозам экспертов, Джонс с первых секунд боя кинулся атаковать Холмса. В конце второго боя Джонсу удалось загнать чемпиона в угол ринга, но развить свой успех не смог. В конце 2-го раунда оба боксера ввязались в открытый бой, между ними произошел обмен силовыми ударами, в котором преуспел Холмс. Ему удалось потрясти Лероя и рассечь ему левый глаз, в результате чего у Джонса появилась гематома. В третьем раунде Холмсу также удалось несколько раз потрясти Джонса, однако в конце раунда инициатива перешла к Джонсу, которому удалось снова оттеснить чемпиона к канатам, но развить успех ему помешал гонг. В начале 4-го раунда Холмс продолжал доминировать в бою, несколько его атак увенчались успехом, благодаря чему на левом глазу Джонса образовалась гематома, однако Джонс продемонстрировав незаурядную стойкость и выносливость, в конце раунда пошел в атаку, оттеснил Холмса к канатам, после чего между боксерами произошел очередной обмен силовыми ударами. В 5-м раунде Холмс ушел в оборону, отдав инициативу Джонсу, который в течение раунда постоянно атаковал, пытаясь прижать Холмса к канатам, выкидывая большое количество ударов, которые главным образом приходилось по защите чемпиона, который продемонстрировал великолепную защиту. В 6-м раунде Ларри Холмс продолжил доминировать в бою. Во время атак удары Холмса достигали цели, после чего Джонс начал сильно уставать. В 7-м раунде Холмс снова ушел в оборону и отдал инициативу Джонсу, который провел несколько комбинаций, выкидывая при большое количество ударов.
Проигрывая в скорости и техничности чемпиону, он нарывался на встречные контратаки и начал пропускать удары Холмса с близкой дистанции. В конце раунда боксеры ввязались в открытый бой и обменялись силовыми ударами, в котором снова преуспел чемпион. В 8-м раунде Джонс в попытке нокаутировать Холмса снова попытался навязать Холмсу открытый бой. Холмс выкидывал большое количество ударов, которые попадали в цель, в то время как все контратаки Лероя Джонса были безуспешными, в результате чего к концу раунда он заметно устал. В конце раунда Холмсу удалось прижать Джонса к канатам, после чего он начал его методично избивать. Видя что Лерой почти не отвечает на удары, рефери вмешался и остановил бой за 2 секунды до окончания 8-го раунда, присудив победу техническим нокаутом Ларри Холмсу. Решение судьи вызвало неоднозначную реакцию общественности. Публика была в негодовании и осудила действия судьи, освистав его после того, как он остановил бой. Команда Лероя Джонса была также возмущена решением судьи. По мнению тренеров Лероя Джонса, судья принял поспешное решение, ссылаясь на то, что Джонс за две секунды до окончания раунда не мог быть нокаутирован Холмсом, имел бы минуту отдыха между раундами для того чтобы восстановиться и выйти продолжать бой в 9-м раунде. В этом бою Джонс повредил сетчатку левого глаза, после чего провел один рейтинговый бой и ушел из бокса.

#### Бой с Мохаммедом Али
В октябре 1980 года Холмс встретился с Мохаммедом Али в матче за чемпионский титул по версии WBC и по версии журнала The Ring. На тот момент Мохаммеду было 38 лет, у него был лишний вес, и выглядел он откровенно медленным. Чемпион уважал Али и старался не травмировать ветерана, но, тем не менее, по ходу поединка нанёс ему множество быстрых резких ударов, повторяя одни и те же несложные комбинации. Холмс доминировал на протяжении всего боя и уверенно выиграл каждый раунд, многие считали, что он не стремился нокаутировать Али, так как боялся нанести ему серьёзную травму. В 10-м раунде Анджело Данди не пустил своего подопечного на ринг, выкрикнув: «Я главный секундант! Я требую остановить бой!» Это был первый поединок, в котором Мохаммед проиграл досрочно.

#### Бой с Тревором Бербиком
В апреле 1981 года Холмс встретился с Тревором Бербиком. Фаворитом в этом бою был Холмс (ставки на него принимались из расчёта 50 к 1) Бербик оказал серьёзное сопротивление Холмсу, став первым боксёром, продержавшимся с Холмсом до конца с момента завоевания им чемпионского титула. Тем не менее Холмс победил единогласным решением судей.

#### Бой с Леоном Спинксом
В июне 1981 года Ларри Холмс вышел на ринг против Леона Спинкса. Спинкс уступал по физическим параметрам, однако постоянно шёл вперёд, выступив в качестве агрессора. В середине 3-го раунда Холмс зажал претендента у канатов и обрушил град ударов в голову. Спинкс, пропустив кучу ударов, рухнул на канвас. Спинкс с трудом поднялся на счёт 9. Рефери позволил ему продолжить бой. Холмс сразу же зажал Спинкс в углу и продолжил избиение. Через несколько секунд из угла Спинкса (претендент был зажат именно в этом углу) выбросили полотенце, и рефери прекратил поединок.

#### Бой с Ренальдо Снайпсом
В ноябре 1981 года Холмс встретился с непобеждённым Ренальдо Снайпсом. В 7 раунде Снайпс отправил Холмса в нокдаун, Холмс встал и устоял до конца раунда. Однако затем Холмс восстановился и победил техническим нокаутом в 11 раунде

#### Супербой с Джерри Куни
В июле 1982 года состоялся бой двух непобеждённых боксёров — чемпиона мира по версии WBC Ларри Холмса и обязательного претендента Джерри Куни. Первоначально бой запланирован на март 1982 года, но был отложен до июня из за того что Куни повредил спину на тренировке. Бой окружал огромный ажиотаж и имел расовый подтекст. Куни позиционировался как «Большая белая надежда», так как белых чемпионов мира не было уже 22 года и большинство населения ждало от него победы, вследствие чего в СМИ сильно ущемляли Холмса по сравнению с Куни. Журнал Sports Illustrated показал на обложке Куни, а не Холмса. Куни также был показан на обложке журнала Time. Президент Рональд Рейган попросил Куни позвонить ему с телефона, установленный в раздевалке, если он выиграет бой, с Холмсом не было такой договорённости. Поединок состоялся на стадионе, вмещавшем 32000 зрителей. Некоторые голливудские звезды проявляли интерес к бою, в частности Сильвестр Сталлоне и Вуди Аллен. На крупных отелях были размещены снайперы, так как группа расистов пообещала стрелять в Холмса, когда тот выйдет на ринг, в свою очередь группировка чёрных ответила, что у них тоже есть вооружённые группы и они ответят, если те тронут Холмса.
Бой транслировался в прямом эфире в более 150 странах. Через неделю после поединка, он вновь транслировался на канале HBO и ABC.
Холмс превосходил оппонента в скорости и работал джебом не подходя на ближнюю дистанцию, Куни преследовал противника, пытаясь работать сериями и всадить в противника левый апперкот. Во 2 раунде Холмс отправил противника в нокдаун. Куни продолжил бой и выровнял ход поединка, в какой то момент даже склонив его в свою пользу. В 9 раунде Куни ударил Холмса ниже пояса, ему дали время на восстановление. По ходу боя с Куни было снято 3 очка за удары ниже пояса. Вскоре стало ясно, что Холмс полностью измотал противника и что он выйдет победителем. В 13 раунде Холмс пробил серию ударов, Куни свалился на канаты, на ринг выскочил тренер Куни и остановил бой. На момент остановки боя Холмс вёл на картах 3 судей, хотя если бы с Куни не сняли 3 очка, то он вёл бы на картах двух из них. Оба боксёра получили 10 миллионов долларов за бой.
После боя Ларри Холмс сказал: «Куни ударил меня так сильно, что я почувствовал это в костях».

#### Бой с Рэнделлом Коббом
В ноябре 1982 года встретился с Рэндаллом «Тексом» Коббом. Холмс доминировал весь бой и победил единогласным решением судей.

#### Бой с Тимом Уизерспуном
В мае 1983 года Холмс встретился с непобеждённым Тимом Уизерспуном. Уступая Ларри в размахе рук 10 см, Уизерспун отказался от дуэли джебов и действовал в манере слаггера. Ужасный Тим ловил, словно бейсбольные мячи, джеб Ларри, в ответ работая преимущественно силовыми ударами. В середине девятого раунда Уизерспун загнал Холмса в угол, где обрушил на него град ударов. В последующих раундах инициатива переходила из рук в руки. Последний раунд Уизерспун выиграл очень уверенно. По окончании 12 раундов победу дали Холмсу раздельным решением судей, хотя судьи могли дать победу и Тиму.

#### Бой со Скотом Фрэнком
Затем Холмс победил непобеждённого Скотта Фрэнка.
В 1983 году Ларри Холмс из-за денег поссорился с WBC. Он был лишён титула

#### Бой с Марвисом Фрейзером
В ноябре 1983 года Холмс победил непобеждённого Марвиса Фрейзера, являющего сыном Джо Фрейзера.
В 1984 году для Холмса придумали новую версию — IBF. За счёт того, что Холмс был доминирующим тяжеловесом в начале и середине 1980-х годов, IBF смогла раскрутиться до статуса WBC и WBA.

#### Возможный бой с Джерри Кутзее
15 июня 1984 года в отеле Сезарс Палас в Лас-Вегасе Холмс планировал провести объединительный бой с чемпионом по версии WBA Джерри Кутзее. Бой был отменён, так как промоутеры не смогли выполнить финансовые условия контракта. Холмсу было обещано 13 миллионов долларов, а Кутзе 8 миллионов долларов. Дон Кинг затем планировал содействовать бою, но Холмс с помощью адвоката Ричарда Хиршфельда вышел из боя, так как контракт давал ему право первого отказа на бой Холмс-Кутзее. Холмс затем решили идти дальше и провести бой с кем-то ещё.

#### Бой с Джеймсом Смитом
В ноябре 1984 года Холмс встретился с Джеймсом «Бонкрашером» Смитом. Несмотря на большую разницу в классе, Смит оказывал достойное сопротивление чемпиону. Но уже в начальных раундах Холмсу удалось рассечь левый глаз претендента. Позже и у Холмса появилось рассечение, но оно не было глубоким, что не скажешь о рассечении Смита, которое продолжало кровоточить. В двенадцатом раунде рефери подозвал врача, чтобы тот осмотрел рассечение, но Смит не хотел подходить, понимая, что бой скорее всего остановят. Тогда рефери приостановил бой, взял за руку Смита и сам подвёл к врачу. Из-за рассечения бой был остановлен. Холмс победил техническим нокаутом.

#### Бой с Дэвидом Бэем
В 1984 году Холмс успешно защитил свой титул, выиграв у Дэвида Бэя.

### 1985—1988

#### Бой с Карлом Уильямсом
20 мая 1985 года состоялся бой между непобеждённым чемпионом Ларри Холмсом и непобеждённым Карлом Уильямсом. Бой для Холмса оказался неожиданно тяжёлым. Более молодой и подвижный Уильямс постоянно пробивал джеб, из за которого у Холмса сильно опухли глаза в конце боя. В результате Холмс победил спорным единогласным решением судей, при этом судья Джерри Рот присудил победу Холмсу с минимальным преимуществом в одно очко и нанёс Уильямсу первое поражение в карьере.
До рекорда Рокки Марчиано было рукой подать.

#### Бой с Майклом Спинксом I
В сентябре 1985 года Ларри Холмс встретился с абсолютным чемпионом мира в полутяжёлом весе Майклом Спинксом. Фаворитом в этом бою был Холмс (ставки на него принимались из расчёта 6 к 1). Это был тяжёлый и кровавый бой, но, в конце концов, 35-летнему Холмсу стало не хватать дыхания, и два-три последних раунда заставили жюри проголосовать за Спинкса. Майкл отомстил за своего брата Леона Спинкса, победив по очкам Холмса. Холмс получил за этот бой 3,5 миллиона долларов, а Спинкс — 1,1 миллиона долларов.
После боя Ларри Холмс сказал: «Первый бой со Спинксом был очень близким. Спинкс оказался очень неудобным соперником, и я не смог приспособиться к его стилю».

#### Бой с Майклом Спинксом II
В апреле 1986 года состоялся реванш между Холмсом и Майклом Спинксом. Первые 4 раунда остались за Холмсом, но начиная с 5 инициативу в свои руки взял Спинкс. Последние раунды шли с переменным успехом. В 14 раунде Холмс пробил встречный правый прямой, Спинкс коснулся коленом пола, но сразу же встал. Рефери не отсчитал нокдаун. В последним раунде боксёры выложились на максимум, но раунд остался за Спинксом. На этот раз Холмс получил «всего» 1,125 миллиона долларов, а Спинкс — 2 миллиона долларов.
После боя Ларри Холмс сказал: «Я считаю, что выиграл второй бой со Спинксом. Моей главной ошибкой было то, что я пожалел его и не добил, когда он оказался в нокдауне. Мне не хотелось причинять ему боль. Судьи просто обокрали меня».
6 ноября 1986 года, через три дня после его тридцать седьмого дня рождения, Холмс объявил о своей отставке.

#### Бой за титул абсолютного чемпиона мира
В январе 1988 года Ларри Холмс встретился с лучшим боксёром вне зависимости от весовой категории Майком Тайсоном. Тайсон доминировал во всех четырёх раундах. В 4-м раунде Тайсон трижды отправлял соперника на канвас и нокаутировал Холмса. Холмс впервые проиграл нокаутом. Последние пять секунд боя Холмс провёл в шоке, он не понимал, что происходит на ринге. Срочно был вызван врач, который помог встать Холмсу на ноги.
После боя Ларри Холмс сказал: «Тайсон гораздо лучше, чем я думал. Его скорость и тактика ударов хорошо отработана. Он настоящий чемпион». Для Тайсона слова Холмса были очень приятны. В ответ Тайсон упомянул, что Ларри Холмс — это лучший боксёр, с которым ему довелось драться на ринге. Позже Холмс заявил: «По моим собственным ощущениям, я проиграл только один бой — против Тайсона. Во всех остальных у меня просто украли победу».
После этого боя Холмс вновь объявил о своей отставке.

### 1991—2004
В 1991 году Холмс снова вернулся на ринг, выиграв в 0 боях в этом году.

#### Бой с Рэем Мерсером
В феврале 1992 года Холмс встретился с непобеждённым олимпийским чемпионом Рэем Мерсером. Победитель этого боя должен был встретиться с Эвандером Холифилдом за титул абсолютного чемпиона мира. Фаворитом в этом бою был Мерсер, 42-летнему Холмсу давали мало шансов на победу. Холмс, однако, был уверен в своей победе и поклялся, что он уйдёт в отставку в последний раз, если он проиграет. Первые 2 раунда соперники обменивались ударами, но затем Холмс провёл оставшуюся часть боя в оборонительном стиле, работая на контратаках и переигрывая Мерсера по очкам. В итоге Холмс победил единогласным решением судей.

#### Бой за титул абсолютного чемпиона мира
В июне 1992 года Холмс в бою за звание абсолютного чемпиона мира в тяжёлом весе встретился с Эвандером Холифилдом. Несмотря на то, что Холмсу было 42 года, он задал чемпиону приличную трёпку, часто доставая его точными и мощными ударами, но в итоге Холифилд победил единогласным решением судей. В этом бою Холифилд получил первый шрам в своей карьере в результате рассечения над глазом, результат локтя Холмса.
После боя Ларри Холмс сказал: «Перед боем с Холифилдом у меня было отслоение сетчатки, и я выпал из тренировок на целый месяц. Чтобы нормально видеть, мне пришлось вставить в левый глаз контактную линзу. Во втором раунде линза вылетела, и я ослеп [на один глаз]. Но я продержался все 12 раундов».

#### Бой с Эвереттом Мартином
В январе 1993 года Холмс победил единогласным решением судей Эверетта Мартина

#### Бой с Джесси Фергюсоном
В августе 1994 года Холмс встретился с Джесси Фергюссоном. Победитель этого боя должен был выйти на титульный бой с Оливером Макколом. Во 2 раунде Фергюcсон серьёзно потряс Холмса левым крюком, из-за чего Холмс почти целую минуту провёл около канатов. В этом бою победу единогласным решением судей присудили Холмсу, хотя многие в толпе освистали решение в пользу Джесси.

#### Чемпионский бой с Оливером Макколом
В апреле 1995 года Холмс вышел на бой против чемпиона мира по версии WBC Оливера Маккола. В близком бою победу спорным единогласным решением судей присудили Макколу, хотя по мнению ряда специалистов[кто?] Холмса обокрали.

#### Бой с Брайаном Нильсеном
В январе 1997 года Холмс отправился в Данию, где в бою за титул IBO раздельным решением судей уступил местному непобеждённому боксёру Брайану Нильсену.
После боя Ларри Холмс сказал: «Бой с Нильсеном проходил в Дании. Я явно выиграл, но [судьи] отдали победу Нильсену. Фактически, когда я вернулся домой, мне вручили [чемпионский] пояс».

#### Бой с Морисом Харрисом
В июле 1997 года Холмс встретился с Морисом Харрисом. В упорном бою раздельным решением судей с небольшим преимуществом победу одержал Холмс.

#### Возможный бой с Джорджем Форманом
Ларри Холмс и Джордж Форман подписали контракт на бой 23 января 1999 года в Хьюстоне. Форман отменил бой за несколько недель потому что промоутер не смог уложиться в срок выплаты ему оставшихся 9 миллионов долларов из 10. Форман получил невозмещаемый 1 миллион долларов.
В одном из поздних интервью Ларри Холмс сказал: «Мне не нравится Форман, потому что он жулик. Я все ещё надеюсь побить его на ринге в следующем году. Я жду его подписи в контракте, но он боится драться со мной. Нам следует провести этот бой в России».

#### Бой с Джеймсом Смитом II
В июне 1999 года Ларри во второй раз встретился с Джеймсом «Бонкрашером» Смитом. В восьмом раунде Смит отказался от продолжения боя, сославшись на боль в плече. Холмс победил Смита и отправил Джеймса на пенсию.

#### Бой с Майком Уивером II
В ноябре 2000 года Холмс встретился с 48-летним экс-чемпионом мира по версии WBA Майком Уивером. Это был их второй бой спустя 21 год. Реванша не получилось. Холмс вновь победил нокаутом — на этот раз в шестом раунде. После этого поражения Уивер на ринге больше не появлялся.

#### Бой сЭш, Эрик
В июле 2002 года 53-летний Холмс вышел на бой против бывшего чемпиона по версии IBA Эш, Эрик. Холмс победил по очкам и оставил ринг. Иронично, что он дрался ещё столько лет после объявления о своем первом уходе с ринга. А после, через 2 года, в январе 2004 года, 54-летний Холмс вернулся ради выставочного боя против Рона Маккарти, но результат этого боя точно не известен

## Выставочные Матчи

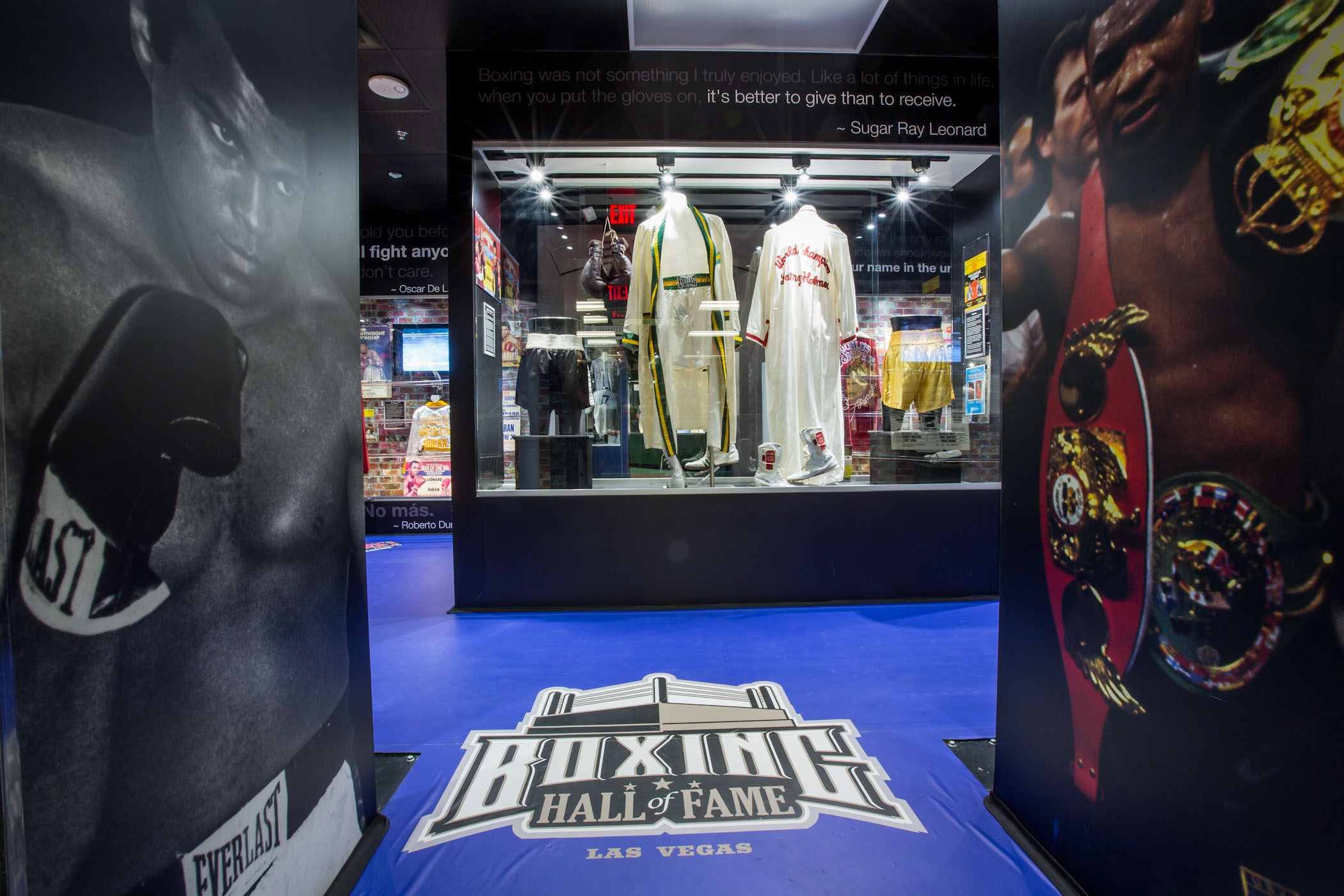
Халат Ларри Холмса

- Холмс боксировал два раунда с Венделл Бейли и двух раундов с Джоди Баллард в Аллентауне, штат Пенсильвания, 2 февраля, 1979.
- Холмс боксировал два раунда с Джоди Баллард и четырёх раундов Флойд «Джамбо» Каммингс в Цезарс Палас в Лас-Вегас, Невада 27 марта 1982. Матчами стартовал Холмс' обучение за июнь 11-я защита титула против Джерри Куни, которого Холмс остановился в 13 туров.
- Тим «Док» Андерсон боксировал четыре раунда с Холмс Осборн на конгресс-центр в Джексонвилле, штат Флорида, 10 ноября 1989.
- Холмс боксировал два раунда с Бернардо Меркадо и двух раундов с Джеймсом «быстрая» Тиллис в Джакарте (Индонезия) с 18 марта 1990.
- Рон Маккарти боксировал три раунда с Холмсом в Boutwell auditorium в Бирмингем, штат Алабама 16 января 2004.

## После бокса
После ухода из бокса Ларри преуспел и в других областях, став богатым бизнесменом. В данный момент он владеет сетью ресторанов, занимается землеустройством[уточнить], недвижимостью. Вместе с женой и детьми он путешествует по всему миру, активно принимает участие в международных благотворительных акциях. Холмс написал книгу-автобиографию «Against The Odds» и снимает документальный фильм «In The Arena».

## Достижения

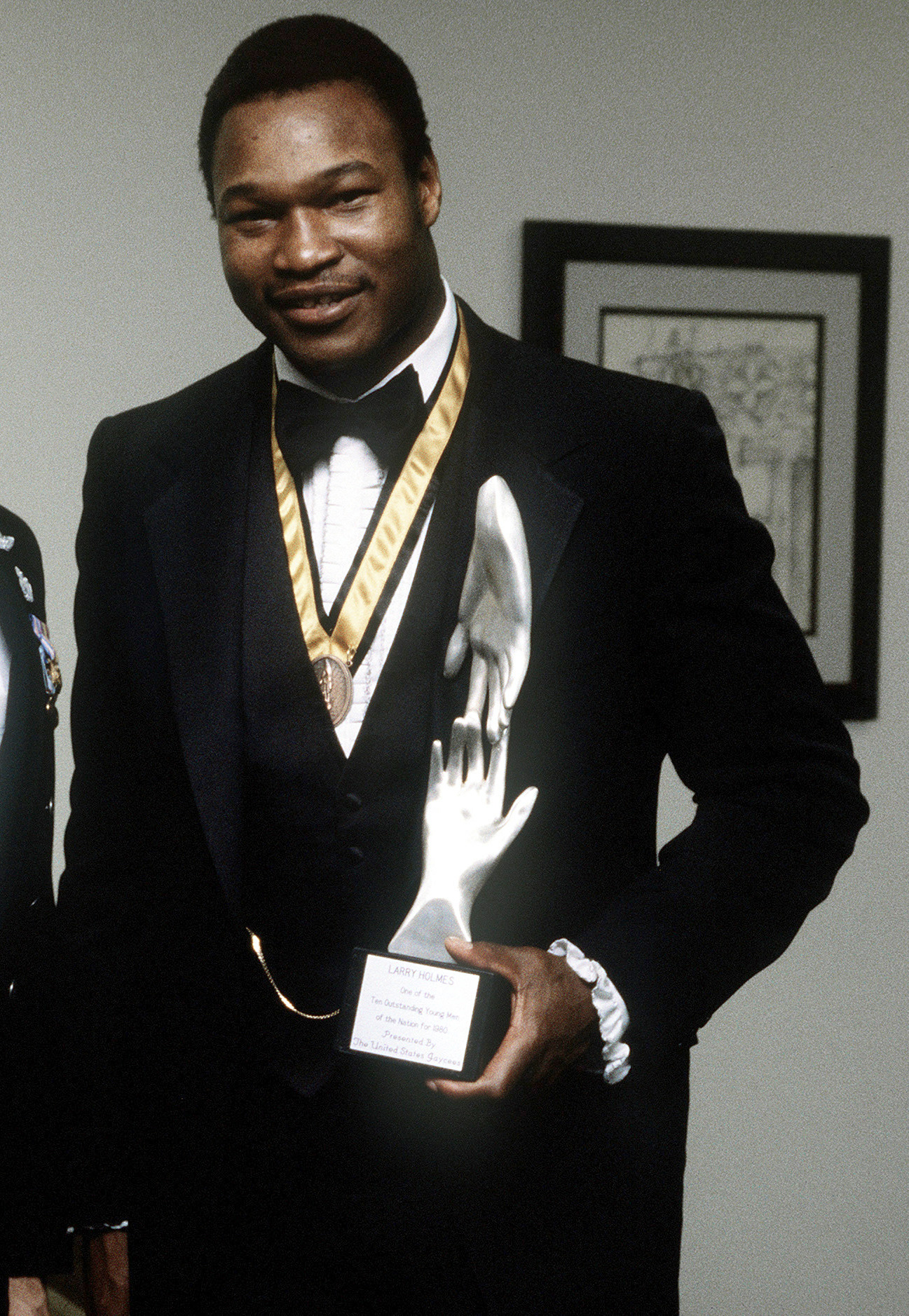
Ларри Холмс

- Холмс обладает мировым рекордом: 8 прямых защит титула нокаутом.
- Первые 48 боёв Холмс провел без поражений, почти повторив рекорд Рокки Марчиано (49-0).
- Холмс защитил титул 20 раз, уступив в этом показателе только Владимиру Кличко (23) и Джо Луису (25).
- Холмс владел титулом чемпиона мира 7 лет и 3 месяца, уступив в этом показателе только Джо Луису и Владимиру Кличко.
- Холмс обладает своеобразным рекордом из чемпионов в тяжёлом весе: последнюю победу он одержал в 53 года.